# مقاطعة روان (فرجينيا الغربية)
مقاطعة روان هي مقاطعة في فيرجينيا الغربية، بلغ عدد سكانها 14٬926  نسمة، في 2010، عاصمتها سبنسر، تبلغ مساحتها 1٬253 كيلومتر مربع.

## الموقع
تشترك في الحدود مع:
- مقاطعة ويرت (فرجينيا الغربية).